# Rainbow Arts
Rainbow Arts var ett tyskt dator- och tv-spelsföretag grundat 1984 i Gütersloh av Marc Ulrich. Företaget köptes upp av Funsoft som till slut övertogs av THQ 1999. I början av 1990-talet hoppade flera av företagets kreativa drivkrafter av och startade sina egna utvecklingsfirmor, däribland Thomas Hertzler som grundade Blue Byte Software, samt Armin Gessert som grundade Spellbound Entertainment.
Rainbow Arts utvecklade bland annat datorspelsserien Turrican.

## Spel
Nedan listas spelen som Rainbow Arts släppte under 1980- och 1990-talen.
- 3001 O'Connor's Fight
- The Baby of Can Guru
- Bad Cat
- The Birds and the Bees II: Antics
- Bozuma
- Circus Attractions
- Curse of RA
- Danger Freak
- Denaris
- Down at the Trolls
- East vs. West: Berlin 1948
- Future Tank
- Garrison
- Graffiti Man
- Grand Monster Slam
- The Great Giana Sisters
- Hard 'n Heavy
- Imperium Romanum
- In 80 Days Around the World
- Jinks
- Katakis
- Logical
- Lollypop
- M.U.D.S. – Mean Ugly Dirty Sport
- Mad TV
- Madness
- Masterblazer efterföljare till Lucasfilms Ballblazer
- Mystery of the Mummy
- Oxxonian
- Rock'n Roll
- R-Type
- Rendering Ranger R²
- Soldier
- Spherical
- Starball
- StarTrash
- Street Gang
- Sunny Shine
- To be on Top
- Turrican
- Turrican II: The Final Fight
- Turrican 3: Payment Day
- The Volleyball Simulator
- Warriors
- X-Out
- Z-Out